# Leonella Sgorbati
Sr. Leonella Sgorbati, geboren als Rosa Sgorbati (* 9. Dezember 1940 in Gazzola bei Piacenza; † 17. September 2006 in Mogadischu) war eine italienische Ordensschwester, die 2018 als Märtyrerin seliggesprochen wurde.

## Leben
Rosa Sgorbati trat 1963 in den Orden der Consolata-Missionsschwestern in Sanfrè, Provinz Cuneo, ein. Sie erhielt den Ordensnamen Leonella. Nach einer Krankenschwesterausbildung in England von 1966 bis 1968 wurde sie 1970 nach Kenia entsandt. 1972 legte sie die Ewigen Gelübde ab. Von 1993 bis 1999 war sie die Provinzobere der kenianischen Consolata-Missionsschwestern. Nach einem Sabbatjahr ging sie 2001 nach Mogadischu in Somalia, um dort für das Krankenhaus des SOS-Kinderdorfes eine Krankenpflegeschule zu eröffnen; seit 2002 war sie Leiterin dieser Hermann-Gmeiner-Schule.
Am Mittag des 17. September 2006, wenige Tage nach Papst Benedikts XVI. Regensburger Rede, wurde sie beim Überqueren einer Straße von vier Kugeln in den Rücken getroffen und verstarb kurz darauf im Krankenhaus. Ihr Leibwächter wurde ebenfalls getötet. Sr. Leonella hatte Personenschutz, da bereits seit Monaten Angriffe gewaltbereiter radikaler Muslime gegen Christen befürchtet wurden. Ihre letzten Worte im Krankenhaus waren „Perdono, perdono!“ („Ich vergebe, ich vergebe!“). Der Mordanschlag wurde verschiedentlich als Reaktion auf die Regensburger Rede des Papstes gewertet. Es wurden zwei Verdächtige verhaftet, die gerichtlichen Untersuchungen blieben jedoch bislang ohne Ergebnis. Papst Benedikt XVI. drückte am Tag nach dem Mord in einem Beileidstelegramm an die Missionsschwestern seine tiefe Erschütterung aus und würdigte Schwester Leonella bei seiner Ansprache zum Angelusgebet am folgenden Sonntag. Bestattet wurde sie in Nairobi, wo sie mehr als dreißig Jahre gewirkt hatte.

## Gedenken und Seligsprechung
Das Kreuz von Schwester Leonella befindet sich seit Oktober 2008 in der Kirche San Bartolomeo all’Isola in Rom, die den Märtyrern des 20. Jahrhunderts geweiht ist. Papst Franziskus anerkannte am 8. November 2017 den Tod Leonella Sgorbatis als Martyrium. Ihre Seligsprechung durch ihn, vertreten durch Angelo Kardinal Amato, erfolgte am 26. Mai 2018 in Piacenza.